# LEN European Cup 1977-1978
La LEN European Cup 1977-1978 è stata la quindicesima edizione del massimo trofeo continentale di pallanuoto per squadre europee di club.
La fase finale ha visto la partecipazione di otto squadre che si sono affrontate in due fasi a gironi.
Il Circolo Canottieri Napoli ha conquistato il trofeo per la prima volta, precedendo i campioni uscenti del CSK Mosca nel girone finale disputato a Palermo.

## Gironi di semifinale

### Gironi
| Gruppo A            |
| sede: Siracusa      |
| - Alphen            |
| - Canottieri Napoli |
| - CSK VMF Mosca     |
| - Vasas             |

| Gruppo B       |
| sede: Belgrado |
| - Ethnikos     |
| - Horgen       |
| - Partizan     |
| - Würzburg 05  |

### Gruppo A
|    | Semifinali 1977-1978 | Pti | G | V | N | P | GF | GS | DR  |
| -- | -------------------- | --- | - | - | - | - | -- | -- | --- |
| 1. | CSK VMF Mosca        | 5   | 3 | 2 | 1 | 0 | 20 | 14 | +6  |
| 2. | Canottieri Napoli    | 4   | 3 | 2 | 0 | 1 | 14 | 13 | +1  |
| 3. | Vasas                | 3   | 3 | 1 | 1 | 1 | 17 | 13 | +4  |
| 4. | Alphen               | 0   | 3 | 0 | 0 | 3 | 12 | 23 | -11 |

|  | CSK        | 9-6 | Alphen |
|  | Can.Napoli | 5-4 | Vasas  |

|  | CSK        | 5-5 | Vasas  |
|  | Can.Napoli | 6-3 | Alphen |

|  | CSK   | 6-3 | Can.Napoli |
|  | Vasas | 8-3 | Alphen     |

### Gruppo B
|    | Semifinali 1977-1978 | Pti | G | V | N | P | GF | GS | DR  |
| -- | -------------------- | --- | - | - | - | - | -- | -- | --- |
| 1. | Partizan             | 4   | 3 | 2 | 0 | 1 | 23 | 11 | +8  |
| 2. | Würzburg 05          | 4   | 3 | 2 | 0 | 1 | 21 | 9  | +11 |
| 3. | Ethnikos             | 4   | 3 | 2 | 0 | 1 | 14 | 12 | +2  |
| 4. | Horgen               | 0   | 3 | 0 | 0 | 3 | 5  | 31 | -26 |

|  | Partizan | 12-0 | Horgen   |
|  | Würzburg | 2-3  | Ethnikos |

|  | Partizan | 6-4  | Ethnikos |
|  | Würzburg | 12-1 | Horgen   |

|  | Partizan | 5-7 | Würzburg |
|  | Ethnikos | 7-4 | Horgen   |

## Girone finale
|  |    | Finali 1977-1978  | Pti | G | V | N | P | GF | GS | DR |
|  | -- | ----------------- | --- | - | - | - | - | -- | -- | -- |
|  | 1. | Canottieri Napoli | 5   | 3 | 2 | 1 | 0 | 13 | 9  | +4 |
|  | 2. | CSK VMF Mosca     | 4   | 3 | 1 | 2 | 0 | 15 | 14 | +1 |
|  | 3. | Partizan          | 3   | 3 | 1 | 1 | 1 | 11 | 10 | +1 |
|  | 4. | Würzburg 05       | 0   | 3 | 0 | 0 | 3 | 10 | 16 | -6 |

|  | Can.Napoli | 5-2 | Würzburg |
|  | CSK        | 4-4 | Partizan |

|  | Can.Napoli | 3-2 | Partizan |
|  | CSK        | 6-5 | Würzburg |

|  | Can.Napoli | 5-5 | CSK      |
|  | Partizan   | 5-3 | Würzburg |

### Campioni
- Canottieri Napoli Campione d'Europa:

Mario Scotti Galletta, Guido Criscuolo, Sergio Pirone, Paolo De Crescenzo, Massimo De Crescenzo, Renato Notarangelo, Enzo D ’Angelo, Maurizio Migliaccio, Vittorio Formoso, Giulio Montagnini

## Fonti
- (EN)  LEN, The Dalekovod Final Four - Book of Champions 2011, 2011 (versione digitale)